# Diverzija na Glavnoj pošti u Zagrebu 1941.
Diverzija na Glavnoj pošti 1941. je naziv za veliku diverziju, koju je izvela skupina zagrebačkih ilegalaca u nedjelju 14. rujna 1941. na telefonskim postrojenjima Glavne pošte u Jurišićevoj ulici.

## Priprema i tijek operacije
Ova diverzija je organizirana i izvedena na inicijativu Centralnog komiteta Komunističke partije Hrvatske i njenog sekretara Rade Končara osobno. Za izvršenje ove diverzije angažirano je nekoliko zagrebačkih ilegalaca; Blaž Mesarić, Antun Biber, Vojo Kovačević i Ante Milković (posljednja dvojica su uhićeni neposredno pred eksploziju) i grupa iz Glavne pošte; Josip Čuljat, Slavko Markon, Vilim Galjer i Nada Galjer.
Limene kutije za eksploziv, prilagođene su dimenzijama glavnih vodova gradske telefonske centrale i izrađene su u bravarskoj radionici simpatizera partije Ivana Brumena, na Paromlinskoj cesti.
Za eksploziv je bio zadužen Blaž Mesarić koji ga je nabavio preko domobranskog poručnika Augustinovića (ovaj ga je ukrao iz vojnog skladišta). Osobit problem bilo je unošenje 21 kg eksploziva u zgradu pošte, jer je zgrada bila pod stražom. Problem je riješen tako da je eksploziv poslan poštanskim paketom na adresu Slavko Markon, Glavna pošta, Jurišićeva. Slavko Markon, Josip Čuljat i Nada Galjer (telefonistica) uspjeli su nekako namjestiti svoje dežurstvo tako da su se svi troje našli na službi u subotu u 24 h. Njemačkog stražara koji je stalno dežurao, riješili su se tako da su ga opili. Odmah su počeli postavljati sedam kutija eksploziva po telefonskim uređajima po zgradi. Tri kutije su postavili u uređaje gradske automatske centrale, dvije na visokofrekventna međugradska postrojenja jedan kat niže, i dvije na razdjelnik. Nakon toga eksplozivne naprave su povezali žicama za električno paljenje, tako da su bile su spremne za aktivaciju običnim podizanjem slušalice s određenog telefonskog uređaja. Sa svim su bili gotovi u 7 sati ujutro, tako da su već u 8 sati svo troje bili u vlaku za Karlovac iz kojeg su namjeravali prebaciti u Kordun i pridružiti partizanima.
U nedjelju u 12,30 u stanu profesorice Olge Milčinović, Nikola Rupčić koji je taj zadatak dobio od Antuna Bibera, podigao je telefonsku slušalicu i aktivirao detonaciju. Nakon toga su u zgradu su uletjeli policajci, i potpuno isključili struju (akumulatore) želeći tako spriječiti eventualne nove eksplozije, ali upravo to je izazvalo drugu eksploziju. Jedan od paklenih strojeva nije eksplodirao (zbog loše montaže), ali od ostalih sva stakla na zgradi Glavne pošte su razbijena, a kroz prozore je izletjela veća količina uredskih papira i kojekakvih spisa.

### Posljedice diverzije
Od eksplozije je na mjestu poginuo redarstveni pristav Škunca. Pet ustaških agenata, dva njemačka vojnika i jedan oficir su ranjeni, ali nitko od poštanskih službenika ili građana nije stradao.
Diverzija je prouzročila i veliku materijalnu štetu na telefonskim uređajima Glavne pošte Zagreb, i višesatni prekid telefonskih veza s Bečom, Berlinom, Beogradom, Odesom i Sofijom. Telefonska centrala je popravljana sedam mjeseci. No od materijalne štete bio je puno značajniji moralni efekt akcije, i naizgled mirni i sigurni Zagreb bio je dio bojišnice Drugog svjetskog rata. Važniji od toga bio je moralni efkat akcije.

### Nakon diverzije
Već u ponedjeljak u ustaškim dnevnim novinama Hrvatski narod izašla je službena obavijest o diverziji na Glavnoj pošti: »Dana 14. rujna o. g. u vremenu od 12,30 i 13 sati prasnula su u zgradi Ravnateljstva pošta, odjelu brzojava i brzoglasa, četiri paklena stroja. Tom prilikom ranjeno je osam osoba, među njima dva njemačka vojnika i jedan časnik, te nekoliko članova redarstvenog izaslanstva. Redarstveni pristav Škunca podlegao je zadobivenim ranama ...«
A u srijedu 17. rujna 1941. Zagreb je osvanuo poljepljen velikim plakatima-tjeralicama za počiniteljima ove akcije; Josipom Čuljatom (poštanskim činovničkim vježbenikom, starim 20 godina), Slavkom Markonom (poštanskim tehničaram, starim 21 godinu), Vilimom Galjerom (poštanskim činovnikom, starim 30 godina) i Nadom Galjer r. Kafka (poštanskom činovnicom, staroj 21 godinu) u kojoj se obećava nagrada od 100.000 kuna za njihovo pronalaženje.

## Kulturne reference
Nakon rata je 1961. o tom događaju snimljen film Diverzija na telefonsku centralu redatelja, scenarista i montažera Ive Lukasa, kamera: Vladimir Hoholač, pri čemu je asistent kamere bio Zoran Tadić. Taj je događaj Tadić, tada kao režiser, obradio i u jednoj od epizoda TV-serije Nepokoreni grad.

## Vanjske poveznice
- Oružane akcije i diverzije: Diverzija na Glavnoj pošti, sa portala Zagreb se bori  Arhivirana inačica izvorne stranice od 16. svibnja 2014. (Wayback Machine)